# La Jornada
La Jornada är en av Mexikos största morgontidningar.

## Historia
Tidningen grundades i Mexiko stad 1984 och har politisk inriktning som ligger till vänster-center. 